# Lichterführung

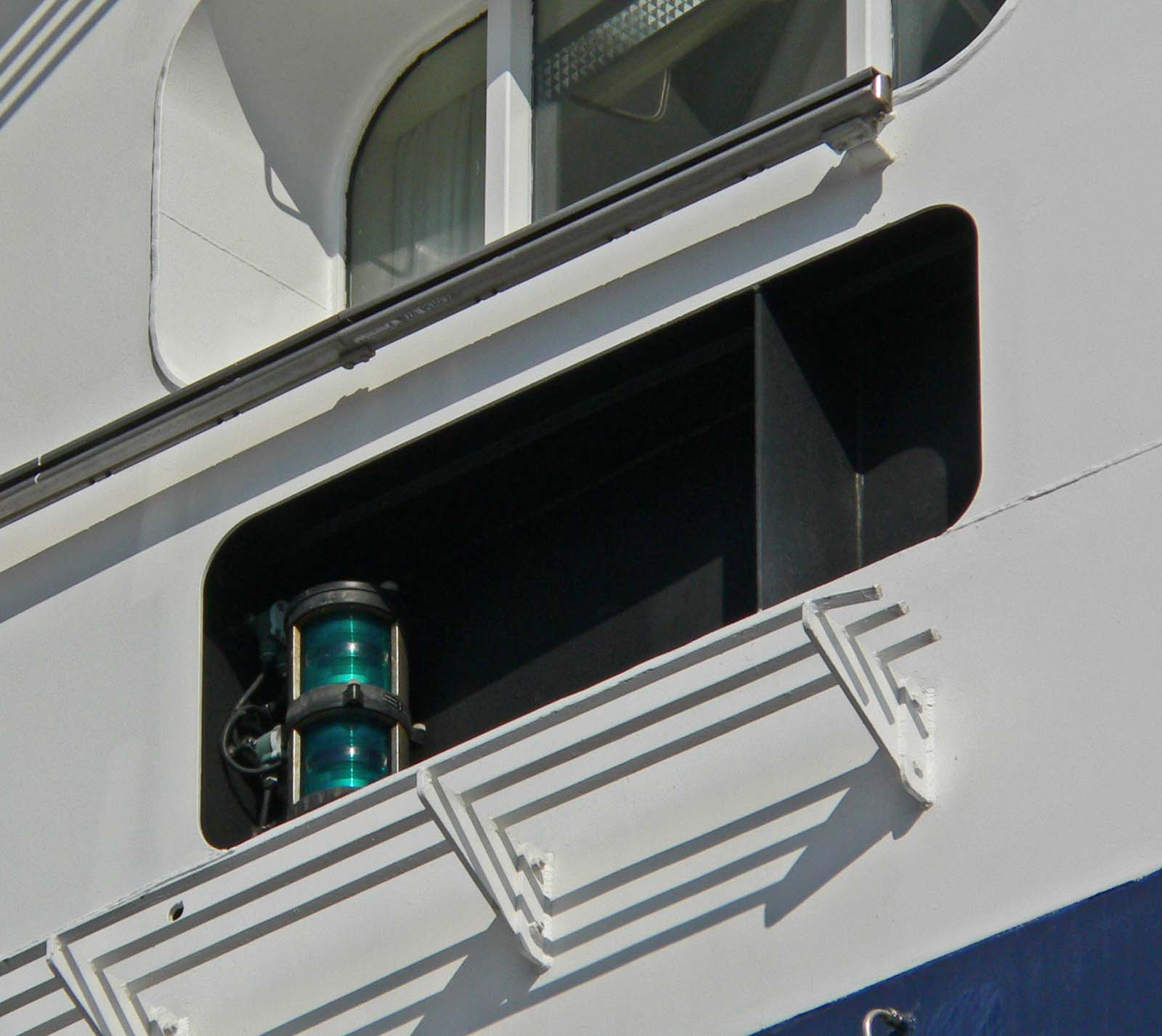
Steuerbordlaterne

Die Lichterführung definiert die Positionslichter von Wasserfahrzeugen, die diese in der Zeit zwischen Sonnenuntergang und Sonnenaufgang führen müssen. Wenn es die Sichtverhältnisse erfordern, muss diese Lichterführung auch in der Zeit von Sonnenaufgang bis Sonnenuntergang gesetzt werden. Dabei werden von den Verkehrsteilnehmern Bordlichter in einer bestimmten Anordnung, Farbe und in speziellen Fällen auch Lichterscheinungen wie Funkellichter gezeigt.
In gewissen Fällen ist auch das Führen sogenannter Signalkörper am Tag vorgeschrieben. Da sie ähnlichen Zwecken dienen wie die Lichter, werden sie ebenfalls in diesem Artikel aufgeführt.
Die Lichterführung ist für die Navigation in der Schifffahrt bedeutsam und dient vor allem der Verhütung von Havarien. Seit der Antike ist sie Gegenstand der Gesetzgebung, zuerst im Rhodischen Seegesetz von 740, das für die Kennzeichnung von vor Anker liegenden Schiffen bei Nacht ein weißes Licht vorschrieb. Die Internationale Marinekonferenz in Washington bemühte sich 1889 um eine weltweite Vereinheitlichung der Lichterführung. Dort wurde von den 27 Teilnehmerstaaten eine verbesserte Seestraßenordnung beschlossen. Deutschland setzte sie als Verordnung zur Verhütung des Zusammenstoßens der Schiffe auf See vom 9. Mai 1897 und als Verordnung betreffend die Lichter- und Signalführung der Fischereifahrzeuge und der Lotsendampffahrzeuge vom 10. Mai 1897 in Kraft.
Die Lichterführung ist seit 1972 international in den Kollisionsverhütungsregeln (KVR) festgeschrieben und wird in Deutschland durch die Seeschifffahrtsstraßen-Ordnung bestätigt.

## Arten von Lichtern

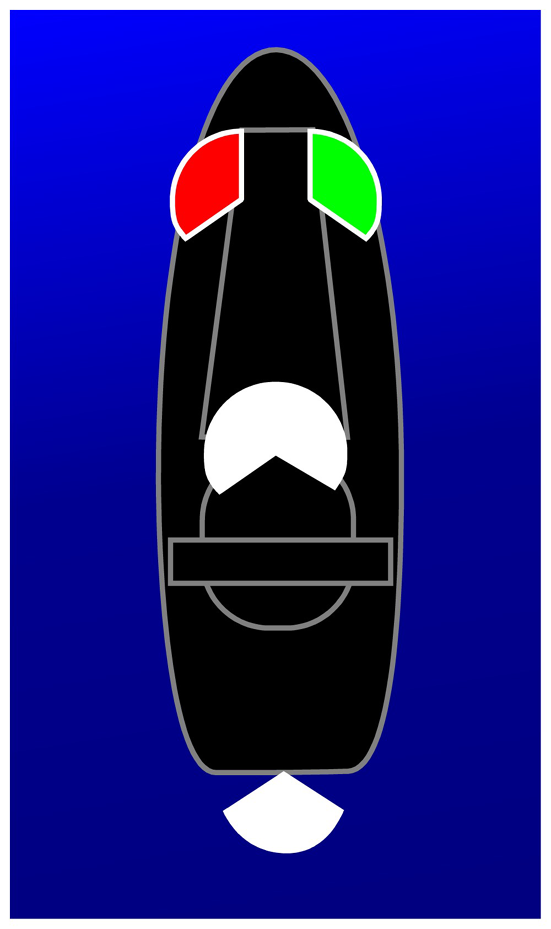
Anordnung der grundsätzlichen Positionslichter

Die Lichterführung der Fahrzeuge ist international einheitlich und wird durch die Internationalen Regeln von 1972 zur Verhütung von Zusammenstößen auf See (Kollisionsverhütungsregeln, KVR) festgeschrieben. Folgende Lichterarten sind definiert::Regel 21

### Topplicht
Das Topplicht oder Dampferlicht ist ein weißes nach vorne strahlendes Licht. Es muss über der Längsachse des Fahrzeugs über einen Horizontbogen von 225° sichtbar sein, jeweils 112,5° nach jeder Seite. Da das Topplicht nur von Schiffen gezeigt wird, die unter Motor fahren, ist es auch als Dampferlicht bekannt.

### Seitenlicht
Das Seitenlicht bezeichnet die zwei Schiffsseiten: ein rotes Seitenlicht an Backbord und ein grünes Seitenlicht an Steuerbord, die jeweils 112,5° nach jeder Seite sichtbar sein müssen.

### Hecklicht
Das Hecklicht ist ein weißes nach hinten strahlendes Licht, das so nah wie möglich am Heck des Schiffes befestigt sein muss. Es muss auf einem Horizontbogen von 135° erscheinen, 67,5° nach jeder Seite.

### Positionslichter
Seitenlichter, Hecklicht und Topplicht werden zusammen auch als Positionslichter im engeren Sinne bezeichnet.

### Schlepplicht
Das gelbe Schlepplicht entspricht einem Hecklicht und wird auf dem Schlepper mit Anhang zusätzlich über dem Hecklicht gezeigt. Es muss auf einem Horizontbogen von 135° erscheinen, 67,5° nach jeder Seite.

### Rundumlicht
Das Rundumlicht ist ein über den ganzen Horizontbogen 360° sichtbar.

### Funkellicht
Das Funkellicht ist ein blinkendes Licht mit mindestens 120 Blitzen in der Minute. Funkellichter sind wie Rundumlichter immer über den ganzen Horizontbogen 360° sichtbar.

### Weitere Lichter
Das Führen weiterer Lichter ist nur gestattet, wenn sie zum einen nicht mit den vorgeschriebenen Lichtern gemäß den Kollisionsverhütungsregeln verwechselt werden können und zum anderen nicht den Ausguck blenden. Das Blenden der Schiffsführer anderer Schiffe ist ebenfalls zu vermeiden. Die Verwendung von Scheinwerfern ist auf das Nötigste zu beschränken.
Weitere Lichter können sein: Suchscheinwerfer, Heckscheinwerfer für Trawler und Fischer, Deckscheinwerfer, Ladescheinwerfer, Kranscheinwerfer etc. Auch die Kabinenbeleuchtung, die Beleuchtung von Salon und Arbeitsräumen strahlt nach außen.

## Zweck der Lichterführung
Die Lichterführung ermöglicht (teilweise eingeschränkt) Rückschlüsse darauf
- wie die Fahrtrichtung eines anderen Fahrzeuges ist,
- wie lang es ist,
- wie es angetrieben ist (maschinengetrieben oder nicht maschinengetrieben, was für die Vorfahrtsrechte relevant ist),
- ob das Fahrzeug in Fahrt ist oder ob es auf Grund sitzt oder vor Anker liegt,
- ob es Fahrt durchs Wasser macht,
- ob das Fahrzeug manövrierbehindert oder manövrierunfähig ist und
- welcher Art der Einsatz des Fahrzeuges ist (etwa Einsatz als Fischereifahrzeug, Lotsenfahrzeug, Minenräumer).

## Stärke der Lichter
Die vorgeschriebene Lichtstärke der einzelnen Lichter ist von der Größe des Fahrzeugs abhängig. Die Lichtstärke wird definiert über die Tragweite der Lichter, also aus welcher Distanz die Lichter bei durchschnittlichen Sichtbedingungen erkennbar sein müssen.
1. Auf Fahrzeugen von 50 und mehr Meter Länge:
  - Topplicht, 6 Seemeilen
  - Seitenlichter, 3 Seemeilen
  - Hecklicht 3 Seemeilen
  - Schlepplicht, 3 Seemeilen
  - weiße, rote, grüne oder gelbe Rundumlichter, 3 Seemeilen.
2. Auf Fahrzeugen von 12 und mehr, jedoch weniger als 50 Meter Länge:
  - Topplicht, 5 Seemeilen; auf Fahrzeugen von weniger als 20 Meter Länge, 3 Seemeilen
  - Seitenlichter, 2 Seemeilen
  - Hecklicht, 2 Seemeilen
  - Schlepplicht, 2 Seemeilen
  - weiße, rote, grüne oder gelbe Rundumlichter, 2 Seemeilen.
3. Auf Fahrzeugen von weniger als 12 Meter Länge:
  - Topplicht, 2 Seemeilen
  - Seitenlichter, 1 Seemeile
  - Hecklicht, 2 Seemeilen
  - Schlepplicht, 2 Seemeilen
  - weiße, rote, grüne oder gelbe Rundumlichter, 2 Seemeilen.
4. Auf schwer erkennbaren, teilweise getauchten Fahrzeugen oder Gegenständen, die geschleppt werden:
  - weißes Rundumlicht, 3 Seemeilen.[3]:Regel 22

Zur technischen Ausführung der Positionslichter, siehe Hauptartikel Positionslaterne.

## Lichterführung und Signalkörper zur See
Ein Fahrzeug gilt als in Fahrt, wenn es „weder vor Anker liegt noch an Land festgemacht ist noch auf Grund sitzt.“:Regel 3 i) Ein treibendes Fahrzeug ist also gemäß dieser Vorschrift ein Fahrzeug in Fahrt und muss die vorgeschriebenen Lichter führen (und ggf. entsprechend der Kollisionsverhütungsregeln ausweichen). Bei einigen Regeln (Manövrierbehinderungen) ist aber explizit genannt, dass die Lichterführung nur gilt, wenn das Fahrzeug Fahrt durchs Wasser macht.
Die internationalen Vorschriften können national durch weitere Vorschriften ergänzt werden, in Deutschland z. B. durch die Seeschifffahrtsstraßen-Ordnung (SeeSchStrO). Die in eckigen Klammern stehenden Nummern geben die entsprechende Regel der KVR wieder.
| Bezeichnung | Bild                                              | Bemerkungen |
| Allgemeine Lichterführung von Maschinenfahrzeugen | Allgemeine Lichterführung von Maschinenfahrzeugen | Allgemeine Lichterführung von Maschinenfahrzeugen |
| --- | ------------------------------------------------- | --- |
| Maschinenfahrzeug in Fahrt; ab 50 m Länge ist das 2. Topplicht vorgeschrieben |                                                   | [23] Allgemeine Regel für Maschinenfahrzeuge: ein Topplicht vorn, ein zweites Topplicht (achterlicher und höher als das erste), Seitenlichter, ein Hecklicht |
| Maschinenfahrzeug in Fahrt, kürzer als 50 m |                                                   | [23aII] Unter fünfzig Metern Länge kann auf das achtere Topplicht verzichtet werden. |
| Maschinenfahrzeug in Fahrt, kürzer als 20 m |                                                   | [21b] Ist das Schiff weniger als 20 m lang, dürfen die Seitenlichter in einer Zweifarbenlaterne über der Längsachse geführt werden. [23dI] Ist das Schiff weniger als 12 m lang, dürfen Topplicht und Hecklicht in einem Rundumlicht zusammengefasst sein. |
| Maschinenfahrzeug in Fahrt, kürzer als 7 m |                                                   | [23dII] Ein Maschinenfahrzeug von weniger als 7 m Länge, dessen Höchstgeschwindigkeit 7 kn nicht übersteigt, darf statt Topp-, Heck- und Seitenlichtern ein weißes Rundumlicht und muss, wenn möglich, außerdem Seitenlichter führen. |
| Lichterführung für unmotorisierte Schiffe und Boote |                                                   | |
| Segelfahrzeug in Fahrt | oder                                              | [25a] Segelschiffe unter Segeln führen Seitenlichter und ein Hecklicht, aber kein Topplicht. Segelfahrzeuge, die unter Motor fahren, gelten als Maschinenfahrzeuge und führen entsprechend auch ein Topplicht – dies ist wichtig, da Segelfahrzeuge gegenüber den meisten Maschinenfahrzeugen Vorfahrt haben. [25c] Segelfahrzeuge dürfen zusätzlich an oder nahe der Mastspitze zwei Rundumlichter senkrecht übereinander führen (das obere rot, das untere grün); Anlage I Nr. 2 Buchstabe i KVR regelt: 2m Abstand bei Fahrzeugen über 20 m Länge; 1m Abstand bei Fahrzeugen unter 20 m Länge. Diese beiden zusätzlichen Lichter dürfen jedoch nicht zusammen mit der Dreifarbenlaterne geführt werden. |
| Segelfahrzeug in Fahrt, kürzer als 20 m |                                                   | [25b] Segelfahrzeuge, die kürzer als 20 m sind, dürfen Seiten- und Hecklichter kombiniert in einer Dreifarbenlaterne am Masttop führen. Dies ermöglicht Seglern eine Verringerung des Stromverbrauches. |
| Segelfahrzeug in Fahrt, mit Motorunterstützung am Tag |                                                   | [25e] Segelfahrzeuge, die mit gesetzten Segeln unter Motor fahren, zeigen am Vorschiff einen nach unten zeigenden Kegel. |
| Segelfahrzeug unter 7 m |                                                   | [25d] Segelfahrzeuge unter 7 m Länge müssen wenn möglich die üblichen Lichter führen, andernfalls müssen sie eine weiße Handlampe griffbereit halten und bei Bedarf zeigen. |
| Ruderboot |                                                   | [25d] Für Ruderboote gelten die gleichen Regeln wie für Segelboote unter 7 m. |
| Schleppverbände |                                                   | |
| Schleppende Fahrzeuge |                                                   | [24a] Schleppende Fahrzeuge führen zusätzlich zu den normalen Positionslichtern zwei Topplichter senkrecht übereinander und ein Schlepplicht über dem Hecklicht. Wenn der Schleppverband vom Heck des Schleppers bis zum Ende des Anhangs länger als 200 m ist, werden drei Topplichter senkrecht übereinander geführt. [24a (v)] Wenn der Schleppzug länger als 200 m ist, muss ein rhombusförmiger Signalkörper dort geführt werden, wo er am besten zu sehen ist. [24h und i] Schiffe, die üblicherweise nicht zum Schleppen eingesetzt werden, brauchen keine Schlepplichter zu führen, wenn ihnen das nicht mit vertretbarem Aufwand möglich ist. Dies gilt auch für Fälle, in denen Schiffe aus einer Notlage heraus geschleppt werden müssen. In solchen Fällen sollte versucht werden, das geschleppte Fahrzeug oder die Schleppleine möglichst gut zu beleuchten. |
| Geschleppte Fahrzeuge |                                                   | [24e] Das geschleppte Fahrzeug oder Gerät führt Seiten- und Hecklichter, aber kein Topplicht. [24 (viii)] Wenn der Schleppzug länger als 200 m ist, muss ein rhombusförmiger Signalkörper dort geführt werden, wo er am besten zu sehen ist. |
| Lichter zur Signalisation von Manövrierbehinderungen |                                                   | |
| Fischende Trawler (das heißt Fahrzeuge, die ein Schleppnetz oder ein anderes Fanggerät durchs Wasser schleppen) |                                                   | [26b] Zusätzlich zu den üblichen Lichtern für Maschinenfahrzeuge wird ein grünes über einem weißen Rundumlicht geführt. Ohne Fahrt durchs Wasser entfallen die Positionslichter. Das Stundenglas muss am Tag geführt werden. |
| Fischende Fahrzeuge, die nicht trawlen |                                                   | [26c] Es wird ausschließlich ein rotes über einem weißen Rundumlicht geführt. Bei Fahrt durchs Wasser zusätzlich die Positionslichter und das Hecklicht. Das Stundenglas muss am Tag geführt werden. Bei ausgebrachtem Fanggerät, das waagerecht mehr als 150 Meter ins Wasser reicht, muss ein weißes Rundumlicht – bei Tag ein Kegel mit Spitze nach oben – in Richtung des Fanggeräts geführt werden. |
| Manövrierunfähiges Fahrzeug |                                                   | [27a] Zwei rote Lichter übereinander. Seitenlichter und Hecklicht (aber kein Topplicht) nur, wenn das Fahrzeug Fahrt durchs Wasser macht, also nicht treibt. Andere Schiffe müssen manövrierunfähigen Schiffen ausweichen. Am Tag führen manövrierunfähige Fahrzeuge zwei Bälle übereinander. Das Anzeigen von Manövrierunfähigkeit ist kein Notsignal. |
| Manövrierbehindertes Fahrzeug, ein „Fahrzeug, das durch die Art seines Einsatzes behindert ist, so zu manövrieren, wie es diese Regeln vorschreiben, und daher einem anderen Fahrzeug nicht ausweichen kann“ (außer Minenräumer) |                                                   | [27b] Drei Rundumlichter (rot – weiß – rot übereinander), wenn Fahrt durchs Wasser gemacht wird auch die üblichen Lichter (Seiten-, Heck- und Topplichter). Am Tag: Ein Ball über einem Rhombus, darunter ein Ball. Diese Signale können etwa gesetzt werden, wenn sich ein großes Schiff in engem Fahrwasser bewegt und es dadurch in seiner Navigationsfähigkeit und seiner Fähigkeit, den Ausweichregeln nachzukommen, beeinträchtigt ist. Andere Schiffe weichen aus. |
| Manövrierbehindertes Fahrzeug, das baggert oder Unterwasserarbeiten durchführt |                                                   | [27d] Drei senkrecht übereinander angebrachte Rundumlichter rot-weiß-rot eines manövrierbehinderten Fahrzeugs; zusätzlich zwei grüne Rundumlichter senkrecht übereinander auf der Seite, auf der das Fahrzeug passiert werden kann, und zwei rote Rundumlichter senkrecht übereinander auf der Seite, auf der dies nicht möglich ist (z. B. aufgrund von ins Wasser ragendem Arbeitsgerät). Wenn auf beiden Seiten passiert werden kann, werden auf beiden Seiten die 2 grünen Rundumlichter senkrecht übereinander gezeigt. In diesem Fall ist das Fahrzeug in Fahrtrichtung rechts zu passieren (Letzteres gilt nur in Fahrwassern im Geltungsbereich der SeeSchStrO). |
| Taucharbeiten ausführendes Fahrzeug, das nicht alle vorgeschriebenen Lichter führen kann |                                                   | [27e] Am Tag: Buchstabe „A“ des internationalen Flaggenalphabets, nachts zusätzlich rot-weiß-rot. |
| Minenräumer in Fahrt |                                                   | [27f] Drei im Dreieck angeordnete grüne Lichter und drei im Dreieck angeordnete Bälle. Andere Fahrzeuge halten einen Abstand von mindestens 1000 m ein. |
| Tiefgangbehindertes Fahrzeug |                                                   | [28] Fahrzeuge, die sich aufgrund ihres Tiefgangs nur eingeschränkt bewegen können, setzen drei rote Lichter übereinander oder einen Zylinder. Besonderheit: Sobald ein Schiff, das nach KVR tiefgangbehindert ist, ins Deutsche Küstenmeer (12-sm-Zone seewärts der Basislinie) einläuft, gilt es nicht mehr als tiefgangbehindert, sondern stattdessen als sog. Wegerechtsschiff und ist automatisch als manövrierbehindert einzustufen. |
| Lotsenfahrzeug im Lotsendienst |                                                   | [29] Fahrzeuge im Lotsdienst zeigen zusätzlich zu den üblichen Lichtern als Maschinenfahrzeug ein weißes über einem roten Rundumlicht. |
| Schiffe ohne Fahrt |                                                   | |
| Ankerlieger |                                                   | [30a] Ein Schiff vor Anker setzt zwei weiße Rundumlichter, eines nahe dem Bug und eines nahe dem Heck und unter dem vorderen Licht. Am Tag setzt das Schiff einen schwarzen Ball. Schiffe, die länger als 100 m sind, müssen zusätzlich Decklichter eingeschaltet haben. |
| Ankerlieger unter fünfzig Metern |                                                   | [30b] Unter fünfzig Metern Länge genügt ein weißes Rundumlicht, am Tag ein Ball. Schiffe unter 7 m Länge, die außerhalb von Engstellen oder Fahrwassern ankern, brauchen keine Lichter zu zeigen. Das Ankerlicht von Segelbooten befindet sich normalerweise auf der Mastspitze. |
| Fahrzeug, das auf Grund sitzt |                                                   | [30d] Nur Fahrzeuge über 12 m Länge: Zwei rote Lichter übereinander, zusätzlich zu den Ankerlichtern. Am Tag werden drei schwarze Bälle aufgezogen. |

## Binnenschifffahrt
Die Lichterführung auf Binnengewässern ist national geregelt, entspricht aber in Deutschland, Österreich und der Schweiz weitgehend den internationalen Vorschriften, die lediglich um einige Vereinfachungen oder Spezialfälle ergänzt sind. Für Deutschland werden die entsprechenden Regeln in der Binnenschifffahrtsstraßen-Ordnung (BinSchStrO) geregelt. Für internationale Gewässer wie z. B. den Bodensee gelten ebenfalls spezielle Verordnungen (Bodensee-Schifffahrtsordnung).
Folgende Ergänzungen sind üblich:
- Behördenfahrzeuge im Einsatz (Polizei, Seerettung, Ölwehr etc.): Blaues Funkellicht zusätzlich zu den Navigationslichtern.
- Ein Arbeitsgerät zeigt stillliegend an der für die Durchfahrt freien Seite zwei grüne, helle oder gewöhnliche Rundumlichter, und an der gesperrten Seite ein rotes Rundumlicht
- Festgefahrene oder gesunkene Schiffe zeigen an der freien Seite rotes und weißes Rundumlicht und ein rotes Rundumlicht, wo die Durchfahrt verboten ist.
- Manövrierunfähige Fahrzeuge zeigen ein rotes Licht, im unteren Halbkreis geschwenkt.
- Eine Fähre zeigt ein weißes Rundumlicht 5 m über der Einsenkungsmarke und ein grünes Rundumlicht 1 m darüber. Eine frei fahrende Fähre zeigt zusätzlich die beiden Seitenlichter (grün, rot) sowie das Hecklicht (weiß).
- Schwimmkörper oder schwimmende Anlage: Von allen Seiten sichtbare weiße Rundumlichter in genügender Anzahl, um die Umrisse erkenntlich zu machen.
- Schiffe mit gefährlichen Gütern: 1, 2 bzw. 3 nach unten zeigende Kegel bzw. blaue Lichter übereinander für brennbare / gesundheitsschädliche / explosive Güter. Der Mindestabstand beim Stillliegen zu diesen Fahrzeugen beträgt 10, 50 bzw. 100 m. Siehe auch Kegelschiff.
- Ringwadenfischer: Zwei abwechselnd blinkende gelbe, von allen Seiten sichtbare Funkellichter (Pendelblinker) übereinander.
- Teilweise aufgetauchte U-Boote in Fahrt: Ein gelbes, von allen Seiten sichtbares Funkellicht.
- Alle Bundeswehrfahrzeuge bei gefährlicher Annäherung: Ein weißer Stern (Leuchtrakete).
- Blaue Tafel bzw. ein weißes Funkellicht: Begegnung an der Steuerbordseite gewünscht bzw. bestätigt.